# KOKEくん
KOKEくんは、苔をモチーフにしたキャラクターであり、現在8種類のキャラクターが存在する。主にデジタルコンテンツやソーシャルメディアを活用して4コマ漫画やアニメ、ゲーム、動画などを配信しており、グッズは、ヴィレッジヴァンガードとZOZOTOWN（アッシュペーフランス）にて販売している。

## 主なコンテンツ
| コンテンツの種類        | 名前                          | 内容                                                                                       |
| ----------------------- | ----------------------------- | ------------------------------------------------------------------------------------------ |
| iOSアプリ Androidアプリ | KOKEくん4コマ漫画             | ストーリー4コマ漫画（無料）                                                                |
| iOSアプリ               | KOKEくんコケ庭                | コケくんを育成する待ちゲー。                                                               |
| iOSアプリ               | コケくんのぬりえ -KOKEぬりえ- | 好きなテンプレートを選んでぬり絵ができる。できたイラストはTwitterやLineなどに公開できる。  |
| iOSアプリ Androidアプリ | KOKEくんカメラ                | 選んだフレームと一緒に写真を撮ることができるアプリ                                         |
| iOSアプリ               | コケたちの挑戦                | ボタンを押して力を溜めてジャンプするゲーム                                                 |
| iOSアプリ               | コケくん大逃走!               | 悪の組織3号、そして謎のロボ「コケンザーZ！」を避けるシンプルなゲーム                       |
| iOSアプリ               | コケくん大繁殖!               | ベルトコンベアを流れるゼニゴケを増やすゲーム                                               |
| iOSアプリ               | 伝説のコケ森                  | コケルくんに降ってくるコケを避けるゲーム                                                   |
| WEBサイト               | コケ診断!                     | 質問に答えると、あなたのタイプをコケに例えて診断してくれるサイト。コケ同士の相性もわかる。 |
| Youtube動画             | ショートアニメ                | 4コマ漫画のアニメ版                                                                        |
| Vine動画                | KOKEくんVine                  | リアルコケくんのショートコントやコケドル、KOKEくんのストップモーションなどの動画を公開     |
| Twitter                 | コケしゃべったー              | KOKEくんのBot                                                                              |
| Viberアプリ内スタンプ   | Viberスタンプ                 | KOKEくんのスタンプ（有料）                                                                 |
| Cubieアプリ内スタンプ   | Cubieスタンプ                 | KOKEくんのスタンプ（有料）                                                                 |

## グッズ
- ぬいぐるみマスコットS
- ぬいぐるみLサイズ（ゼニゴケ、タマゴケのみ）
- iPhoneケース（5/5S対応）
- ソックス
- クリアファイル
- ぷにぷにシール
- 缶バッジ
- ぬいぐるみポーチ
- 絵本「ゼニゴケの一生」

## コケ部
3人以上集まると、設立できるKOKEくんのファンクラブ。特典としてデジタル会員証がもらえる。設立申請は公式サイトから行うことができる。

## コケ新聞
不定期で発行している新聞でKOKEくんグッズを取り扱っているヴィレッジヴァンガードなどでもらうことができる。

## リアルコケくん
KOKEくんを普及させるために生まれた、全身緑タイツの集団。渋谷や原宿に50人で出没するフラッシュモブや、山手線一周ニコ生中継などを行っている。リアルコケくん公式サイトもある。

## キャラクターフェアトレード
キャラクターを使いネパールの人々にグッズを製作してもらい、それをフェアトレードとして購入する活動を行っている。

## キャラクター

### KOKEくん
ゼニゴケ
身体の色は緑。頭に芽の用な物が1本生えている。KOKEくんの中では主人公的存在である。4コマ漫画では主人公の道端コケルの身体から生えた苔から生まれた。
タマゴケ
身体の色は黄色。頭に丸い髪飾りのような物が着いている。性別は不明だが4コマ漫画ではみどりさんに「女の子」だと言われている。
ムクムクゴケ
身体の色は青。身体が毛のような物に覆われている。4コマ漫画に出てくる池田のじいさんは子供の頃に出会い「ジュリアンヌ」と呼んでいた。
イクビゴケ
身体の色はオレンジ。豚鼻であり、腰ミノのような物を巻いている。走る事が好きで、4コマ漫画で新幹線より速い速度で走っていた。
スギゴケ
身体の色は白。頭の両脇に葉が着いている。和菓子が好きでよく人の物を食べている。
トウカイモウセンゴケ
身体の色はピンク。名前にコケと着いているが苔ではなく食虫植物の1種である。身体の周りに胞子のような物が生えていて夜に光る。ハエを舌を延ばして捕食している。
フデゴケ
身体の色は紫。頭にふさふさの角のような物が生えている。
ヒメジョウゴゴケ
身体の色は水色。スカートのような笠が付いている。

### 4コマ漫画の登場人物
公式サイトが公開している4コマ漫画の登場人物。
道端コケル
ゼニゴケの飼い主。小学5年生である。コケルの身体から生えた苔がゼニゴケになりそのまま飼い主になった。
丸川
コケルのクラスメート。ゼニゴケを羨ましがりコケルに嫌みを言う事もあるが、寂しがりやの一面もありゼニゴケに仲間意識を持ってもらう為にゼニゴケを模して帽子を被る事もあった。
みどりさん
タマゴケの飼い主。高校生。気が強いが面倒見が良いという姉御肌タイプ。
若草先生
コケルの担任
水谷先輩
コケルの先輩。生物マニアで学校でも有名。ゼニゴケを初めて見た際噛み付いている、味は「やや磯臭い」とのこと。タマゴケを初めて見た際には顔を赤らめた。
池田のじいさん
コケルの学校の用務員のおじさん。幼い頃にムクムクゴケと出会いジュリアンヌと命名した。
コケサーのメンバー3人組
みどりさんの高校のコケサークルメンバー。全員オタク口調でしゃべる。最近では苔への踊りを表現する為のダンスの練習が活動になっているとの事。
倒木先生（とうぼくせんせい）
水谷先輩の担任の先生であり、担当科目は理科。興味を持った事に対して強引な性格で中国にいたイクビゴケが藍苔と離れないと分かると一緒に連れてきた。
藍苔くん（ランタイくん）
イクビゴケの飼い主。中国人の少年である。イクビゴケとの出会いはタマネギの中に紛れてひからびた様子だったイクビゴケに水を上げた事。
校長先生
コケルの通う小学校の校長。修学旅行に行ったときに荷物に紛れ込んだスギゴケの飼い主になる。可愛い物が大好きであり、着ぐるみが好きなようでKOKEくんを模した着ぐるみもよくする。
茎田　茜
みどりさんのクラスメート。
漆原　葵
みどりさんのクラスメート。フデゴケの飼い主になる。フデゴケを猫と間違えるなど天然のような描写がある。
雪丘　タロヘイ
トウカイモウセンゴケの飼い主。踊りが好き。アフロであり、アフロの中には2週間前に入れたパンや牛乳が出てくる事もある。本館的なダンスをする為に北海道から東京に上京してくる。トウカイモウセンゴケとの出会いはハエがたかっていたときにそのハエがトウカイモウセンゴケが食べた事。
花京院　姫子
ヒメジョウゴゴケの飼い主。メイドや執事がいるほどの豪華な家に住んでいる高飛車なお嬢様。
じいや
姫子の執事。花壇で様々な花を育てており、ヒメジョウゴケがKOKEくんになる前も育てられていた。
きい
みどりさんの妹
あい
きいの友達
謎の組織
ムクムクゴケを捕らえている謎の組織、現段階では目的が明らかにされていない。黒い布を頭から被り黒いマントで身体を隠し頭から生えている綿上の棒の物の数で○号と呼んでいる。3号まで確認されている。

## 公式サイト
- コケから生まれたフシギな生き物「KOKEくん」公式サイト
- リアルコケくん公式サイト